# Pomiliszki
Pomiliszki (lit. Pamiliškė) – wieś na Litwie, w okręgu uciańskim, w rejonie ignalińskim, w gminie Cejkinie.

## Historia
W czasach zaborów zaścianek rządowy w gminie Daugieliszki, w powiecie święciańskim, w guberni wileńskiej Imperium Rosyjskiego. W 1866 roku miał 12 mieszkańców w 2 domach. W 1905 roku liczył 24 mieszkańców, 38 dziesięcin.
W dwudziestoleciu międzywojennym wieś leżała w Polsce, w województwie wileńskim, w powiecie święciańskim, w gminie Daugieliszki.
W 1931 w 6 domach zamieszkiwały 34 osoby.
Miejscowość należała do parafii rzymskokatolickiej w Mielegianach. 